# Albert van Caloen
Albert van Caloen (Brugge, 7 juli 1856 - Loppem, 3 december 1933) was een Belgische advocaat, burgemeester en historicus.

## Levensloop

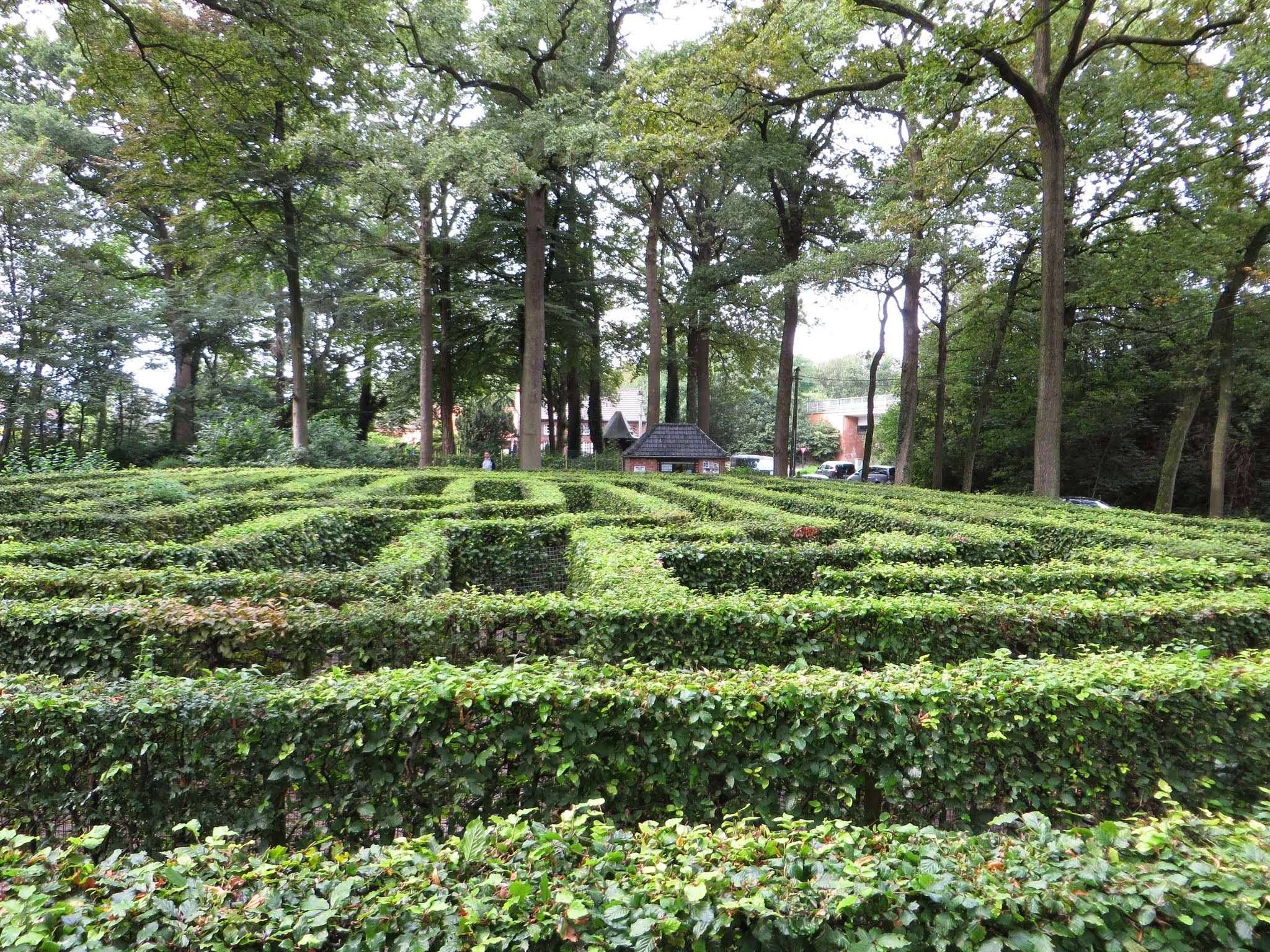
Labyrint bij het kasteel

Baron Albert Marie Joseph Edouard Charles van Caloen was een van de zoons van senator Charles van Caloen (1815-1896) en Savina de Gourcy Serainchamps, de bouwers van het Kasteel van Loppem. Als jongeman van 17 had hij, samen met zijn jongere broer Ernest, een labyrint uitgetekend en samen in het park aangeplant.
Na zijn ouders bewoonde hij het kasteel en zoals zij had hij vriendschapsbetrekkingen met Guido Gezelle.
Hij promoveerde tot doctor in de rechten aan de Katholieke Universiteit Leuven (1879) en was van 1881 tot 1908 advocaat aan de Balie van Brugge.

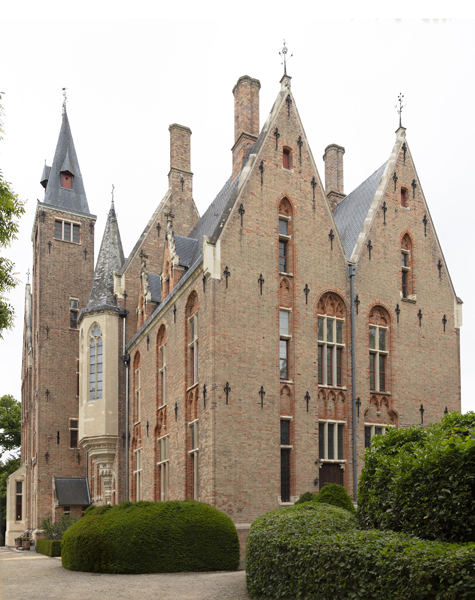
Kasteel van Loppem

Hij trouwde met Marie-Thérèse van Ockerhout (1858-1940), dochter van senator Leon Van Ockerhout, en laatste naamdrager van dit geslacht. Ze hadden dertien kinderen waaronder Karl, die ook burgemeester van Loppem werd.
Van Caloen was bestuurslid van het Genootschap voor Geschiedenis te Brugge van 1880 tot 1903. Hij was ook lid en proost van de Edele Confrérie van het Heilig Bloed en kerkmeester opeenvolgend van de Sint-Jakobskerk, van de Heilige Bloedkapel en van de Onze-Lieve-Vrouwekerk in Brugge.

## Burgemeester
Van Caloen werd burgemeester van Loppem (1890-1932) in opvolging van zijn vader. Hij bleef dit tot kort voor zijn overlijden.
In 1883 werd hij in het kanton Torhout verkozen tot provincieraadslid. Hij bleef in de provincieraad zetelen tot in 1921.

## Deregering van Loppem
Hij was het die van 24 oktober tot 25 november 1918 gastvrijheid verleende aan koning Albert I en zijn vrouw Elisabeth, die van het kasteel hun hoofdkwartier maakten, in afwachting dat de Duitsers uit Brussel verdreven waren.
Daar werd door de koning de beslissing genomen, samen met de pas benoemde regering Leon Delacroix, om het algemeen stemrecht (voor mannen boven de 21) in te voeren. Deze beslissing werd als "le coup de Loppem" beschreven, omdat ze in feite ongrondwettelijk was en anticipeerde op een nog door een nieuw te verkiezen parlement te beslissen grondwetswijziging.
Koning Albert en zijn pas door hem benoemde regering namen nog andere quasi-revolutionaire beslissingen: erkenning van vakbonden en stakingsrecht, verenigingsrecht voor ambtenaren in openbare dienst en vervlaamsing van de rijksuniversiteit Gent.
In zijn dagboek bemerkt men dat Albert van Caloen er zich van bewust was dat zijn kasteel historische dagen had beleefd, die aan de plek een blijvende erkenning in de geschiedenis zouden voorbehouden.

## Publicaties
Geschiedkundige publicatie door Albert van Caloen beperkte zich tot één artikel, geschreven in samenwerking met Wilfrid Robinson: 
- Notice sur les Collèges des Pères Jésuites anglais à Bruges, in: Handelingen van het Genootschap voor geschiedenis te Brugge, (Société d'Emulation), 1884, blz. 101-131.

Hij hield wel een dagboek bij dat in het archief van het kasteel van Loppem berust.